# Paşabahçe
Paşabahçe ist ein Ortsteil (türkisch Mahalle) des Landkreises Beykoz der türkischen Provinz Istanbul.
Seit dem 4. Juli 1935 befindet sich dort der Hersteller für Glas Şişecam, bei dem es sich europaweit um das zweitgrößte, weltweit um das drittgrößte Unternehmen in dieser Branche handelt.